# WrestleMania Backlash (2021)
WrestleMania Backlash (2021) – gala wrestlingu wyprodukowana przez federację WWE dla zawodników z brandów Raw i SmackDown. Odbyła się 16 maja 2021 w Yuengling Center w Tampie w stanie Floryda. Emisja była przeprowadzana na żywo za pośrednictwem serwisu strumieniowego Peacock w Stanach Zjednoczonych i WWE Network na całym świecie oraz w systemie pay-per-view. Była to szesnasta gala w chronologii cyklu Backlash.
Podczas gali odbyło się siedem walk, w tym jedna podczas pre-show. W walce wieczoru, Roman Reigns pokonał Cesaro przez techniczne poddanie broniąc Universal Championship. W innych ważnych walkach, Bobby Lashley pokonał Drew McIntyre’a i Brauna Strowmana w Triple Threat matchu broniąc WWE Championship, Bianca Belair pokonała Bayley broniąc SmackDown Women’s Championship oraz Rey Mysterio i Dominik Mysterio pokonali Dolpha Zigglera i Roberta Roode’a zdobywając SmackDown Tag Team Championship, stając się pierwszą drużyną ojca i syna zdobywającą tytuł Tag Team w WWE.

## Produkcja
WrestleMania Backlash oferowała walki profesjonalnego wrestlingu z udziałem wrestlerów należących do brandów Raw i SmackDown. Oskryptowane rywalizacje (storyline’y) kreowane są podczas cotygodniowych gal Raw i SmackDown. Wrestlerzy są przedstawieni jako heele (negatywni, źli zawodnicy i najczęściej wrogowie publiki) i face’owie (pozytywni, dobrzy i najczęściej ulubieńcy publiki), którzy rywalizują pomiędzy sobą w seriach walk mających budować napięcie. Kulminacją rywalizacji jest walka wrestlerska lub ich seria.

### Historia
WWE (wtedy znane jako World Wrestling Federation, WWF) rozpoczęło produkcję Backlash w 1999 roku. Od tamtej pory do 2009 roku, było to regularne pay-per-view od WWE. Wydarzenie powróciło, w 2016 roku i trwało krótko do 2018, póki nie zastąpiono go galą Stomping Grounds. W 2020 wydarzenie ponownie znalazło się na liście aktywnych pay-per-view, a podczas edycji 2021, odbyło się pod specjalną nazwą „WrestleMania Backlash”.

### Wpływ COVID-19
W wyniku pandemii COVID-19, która zaczęła wpływać na branżę w połowie marca, WWE musiało zaprezentować większość swojego programu z zestawu bez udziału realnej publiczności. Początkowo programy telewizyjne Raw i SmackDown oraz pay-per-view odbywały się w WWE Performance Center w Orlando w stanie Floryda. Ograniczona liczba stażystów Performance Center oraz przyjaciół i członków rodzin wrestlerów została później wykorzystana jako publiczność na żywo. Pod koniec sierpnia programy WWE na Raw i SmackDown zostały przeniesione do bezpiecznej biologicznie bańki zwanej WWE ThunderDome, która odbywała się w Amway Center w Orlando. Wybrana publiczność na żywo nie była już wykorzystywana, ponieważ bańka pozwalała fanom uczestniczyć w wydarzeniach praktycznie za darmo i być widzianymi na prawie 1000 tablicach LED na arenie. Dodatkowo ThunderDome wykorzystał różne efekty specjalne, aby jeszcze bardziej wzmocnić wejścia wrestlerów, a dźwięk z areny został zmiksowany z chantami wirtualnych fanów. Po przyjęciu przez Amway Center. ThunderDome zostało przeniesione do Tropicana Field w St. Petersburgu w stanie Floryda w grudniu.
W związku z rozpoczęciem sezonu 2021 przez Tampa Bay Rays, ponieważ Tropicana Field jest stadionem domowym Tampa Bay Rays, 24 marca 2021 roku WWE ogłosiło, że przeniesie ThunderDome do Yuengling Center, znajdującego się na kampusie Uniwersytetu Południowej Florydy w Tampie, począwszy od odcinka Raw z 12 kwietnia. Fastlane był z kolei ostatnim pay-per-view WWE wyprodukowanym z ThunderDome w Tropicana Field.

### Rywalizacje
Na WrestleManii 37, Bobby Lashley pokonał Drew McIntyre’a i zachował WWE Championship. Następnego wieczoru na odcinku Raw menedżer Lashleya MVP oświadczył, że nikt nie może go pokonać. McIntyre przerwał i chciał mieć kolejną okazję na tytuł Lashleya, twierdząc, że pokonałby go, gdyby MVP nie odwrócił jego uwagi i nie uniemożliwił mu wykonania Claymore Kick na Lashleyu. Braun Strowman i Randy Orton przerwali i przedstawili swoje sprawy, aby walczyć o tytuł. WWE official, Adam Pearce, ogłosił następnie walkę Triple Threat match pomiędzy McIntyre’em, Strowmanem i Ortonem, gdzie zwycięzca zmierzy się z Lashleyem o WWE Championship na WrestleMania Backlash, który został wygrany przez McIntyre’a. 26 kwietnia, Strowman wyzwał McIntyre’a na pojedynek z dodatkowym zastrzeżeniem, że jeśli Strowman wygra, zostanie dodany do walki o mistrzostwo na WrestleMania Backlash. Strowman pokonał McIntyre’a, dzięki czemu walka o mistrzostwo stała się Triple Threat matchem.
Na WrestleManii 37, Bianca Belair wygrała SmackDown Women’s Championship. Na następnym odcinku SmackDown, The Street Profits (Angelo Dawkins i Montez Ford), (z których ten ostatni jest prawdziwym mężem Belair) urządzili Belair celebrowanie zdobycie mistrzostwa. Później Bayley wyzwała Belair na walkę o tytuł. W następnym tygodniu, walka o mistrzostwo została zaplanowana na WrestleMania Backlash.
Na WrestleManii 37, Rhea Ripley pokonała Asukę i wygrała Raw Women’s Championship. Obydwie miały rewanż następnego wieczoru na odcinku Raw, jednak walka zakończyła się bez rezultatu po interwencji powracającej Charlotte Flair, która zaatakowała Asukę. Przed walką, Flair, która przez ostatni miesiąc była wyłączona z telewizji, wróciła tej nocy po tym, jak przegapiła swój pierwszą WrestleManię od czasu WrestleManii 32 w 2016 roku. W następnym tygodniu, Flair przegrała z Asuką dzięki odwróceniu uwagi Ripley. Po walce zirytowana Flair zaatakowała sędziego. Adam Pearce następnie zawiesiła Flair, jednak druga WWE official Sonya Deville, która pojawiała się głównie na SmackDown, przywróciła Flair w następnym tygodniu po tym, jak Flair publicznie przeprosiła   sędziegona Raw. 3 maja na WrestleMania Backlash, zabookowano kolejny rewanż pomiędzy Ripley i Asuką o Raw Women’s Championship. Jednak Deville dała Flair szansę na przedstawienie propozycji i po wysłuchaniu sprawy Flair, Deville dodała Flair do walki o mistrzostwo, aby uczynić go Triple Threat matchem.
16 kwietnia na odcinku SmackDown, Universal Champion Roman Reigns wraz z Paulem Heymanem i Jeyem Uso chwalili się utrzymaniem tytułu mistrzowskiego na WrestleManii 37. Reigns został przerwany przez Cesaro, ale zanim zdążył się odezwać, Reigns, Jey i Heyman opuścili ring i zeszli na backstage. Później Cesaro skonfrontował się z Adamem Pearcem i Sonyą Deville o zmierzeniu się tego wieczoru z Reignsem, nawet w walce bez tytułu na szali. Jednak zamiast Reignsa, Cesaro zmierzył się z Jeyem w walce wieczoru, który zakończył się dyskwalifikacją, gdy Seth Rollins, którego Cesaro pokonał na WrestleManii, interweniował i zaatakował Cesaro, ogłaszając, że ich rywalizacja się nie skończyła. Na specjalnym Throwback SmackDown 7 maja, Cesaro miał zmierzyć się z Rollinsem z dodatkowym zastrzeżeniem, że jeśli Cesaro wygra, zdobędzie walkę o Universal Championship na WrestleMania Backlash. Cesaro po raz kolejny pokonał Rollinsa, zapewniając sobie walkę o mistrzostwo. Również w tym odcinku brat Jey, Jimmy, wrócił po kontuzji, po raz ostatni pojawił się na Hell in a Cell w październiku 2020 i chociaż początkowo był w konflikcie, szczególnie z powodu tego, co zrobił im Reigns na Hell in a Cell, Jimmy również ostatecznie sprzynierzył się z Reignsem, ale wkrótce obrócił się przeciwko Reignsowi.

## Wyniki walk
| Nr                                                                   | Wyniki                                                                          | Stypulacje                                           | Czas  |
| -------------------------------------------------------------------- | ------------------------------------------------------------------------------- | ---------------------------------------------------- | ----- |
| 1P                                                                   | Sheamus pokonał Ricocheta                                                       | Singles match                                        | 7:10  |
| 2                                                                    | Rhea Ripley (c) pokonała Asukę i Charlotte Flair                                | Triple Threat match o WWE Raw Women’s Championship   | 15:22 |
| 3                                                                    | Rey Mysterio i Dominik Mysterio pokonali Dolpha Zigglera i Roberta Roode’a (c)  | Tag Team match o WWE SmackDown Tag Team Championship | 17:00 |
| 4                                                                    | Damian Priest pokonał The Miza (z Johnem Morrisonem)                            | Lumberjack match                                     | 7:00  |
| 5                                                                    | Bianca Belair (c) pokonała Bayley                                               | Singles match o WWE SmackDown Women’s Championship   | 16:05 |
| 6                                                                    | Bobby Lashley (c) (z MVP) pokonał Drew McIntyre’a i Brauna Strowmana            | Triple Threat match o WWE Championship               | 14:15 |
| 7                                                                    | Roman Reigns (c) (z Paulem Heymanem) pokonał Cesaro poprzez techniczne poddanie | Singles match o WWE Universal Championship           | 27:35 |
| (c) – mistrz/mistrzyni przed walkąP – walka miała miejsce w pre-show |                                                                                 |                                                      |       |